# Dillenia ferruginea
Dillenia ferruginea är en tvåhjärtbladig växtart som först beskrevs av Louis Antoine François Baillon, och fick sitt nu gällande namn av Ernest Friedrich Gilg. Dillenia ferruginea ingår i släktet Dillenia och familjen Dilleniaceae. Inga underarter finns listade i Catalogue of Life.